# Estarvielle
Estarvielle är en kommun i departementet Hautes-Pyrénées i regionen Occitanien i sydvästra Frankrike. Kommunen ligger i kantonen Bordères-Louron som tillhör arrondissementet Bagnères-de-Bigorre. År 2022 hade Estarvielle 34 invånare.

## Befolkningsutveckling
Antalet invånare i kommunen Estarvielle
| Referens: INSEE |